# Isis (seriál)
Isis (též The Secrets of Isis) je americký fantasy televizní seriál, jehož autorem je Marc Richards. Premiérově byl vysílán v letech 1975–1976 na stanici CBS, kdy vznikly dvě řady s celkem 22 díly. Jednalo se o první americký seriál s ženskou superhrdinkou, která navíc nepocházela z komiksů, ale byla vytvořena přímo pro televizi. Superhrdinská postava Isis byla posléze převzata do komiksů vydavatelství DC Comics.
V Isis hostuje ve třech dílech postava Captaina Marvela ze souběžně vysílaného seriálu Shazam!, naopak postava Isis se třikrát objeví v seriálu Shazam!

## Příběh
Americká středoškolská učitelka Andrea Thomas najde na archeologických vykopávkách v Egyptě magický amulet, který kdysi patřil starověké egyptské královně Hatšepsut. Rovněž sama Andrea je jedním z potomků této vládkyně, takže jí amulet může poskytnout nadpřirozenou sílu. Z učitelky se tak použitím tohoto předmětu stane superhrdinka/bohyně Isis, která dokáže vyřešit i to, co ostatní smrtelníci nemohou. Většina zápletek v seriálu se týká zachraňování středoškoláků, kteří se dostanou do problémů.

## Obsazení
- Joanna Cameron jako Andrea Thomas / Isis
- Brian Cutler jako Rick Mason
- Joanna Pang jako Cindy Lee (1. řada)
- Ronalda Douglas jako Rennie Carol (2. řada)